# Laudes
Laudes es una de las tres horas mayores junto con las Vísperas y las completas para la Iglesia católica en el rito denominado "Divinum Oficium" (Oficio Divino), en 1970 el papa Pablo VI lo sustituyó por la Liturgia de las horas sin embargo se pueden rezar cualquiera de las dos. El significado en latín (laudare) quiere decir alabar, e indica la finalidad principal de esta hora, cuyo propósito es dar gracias a Dios al comienzo del día. 

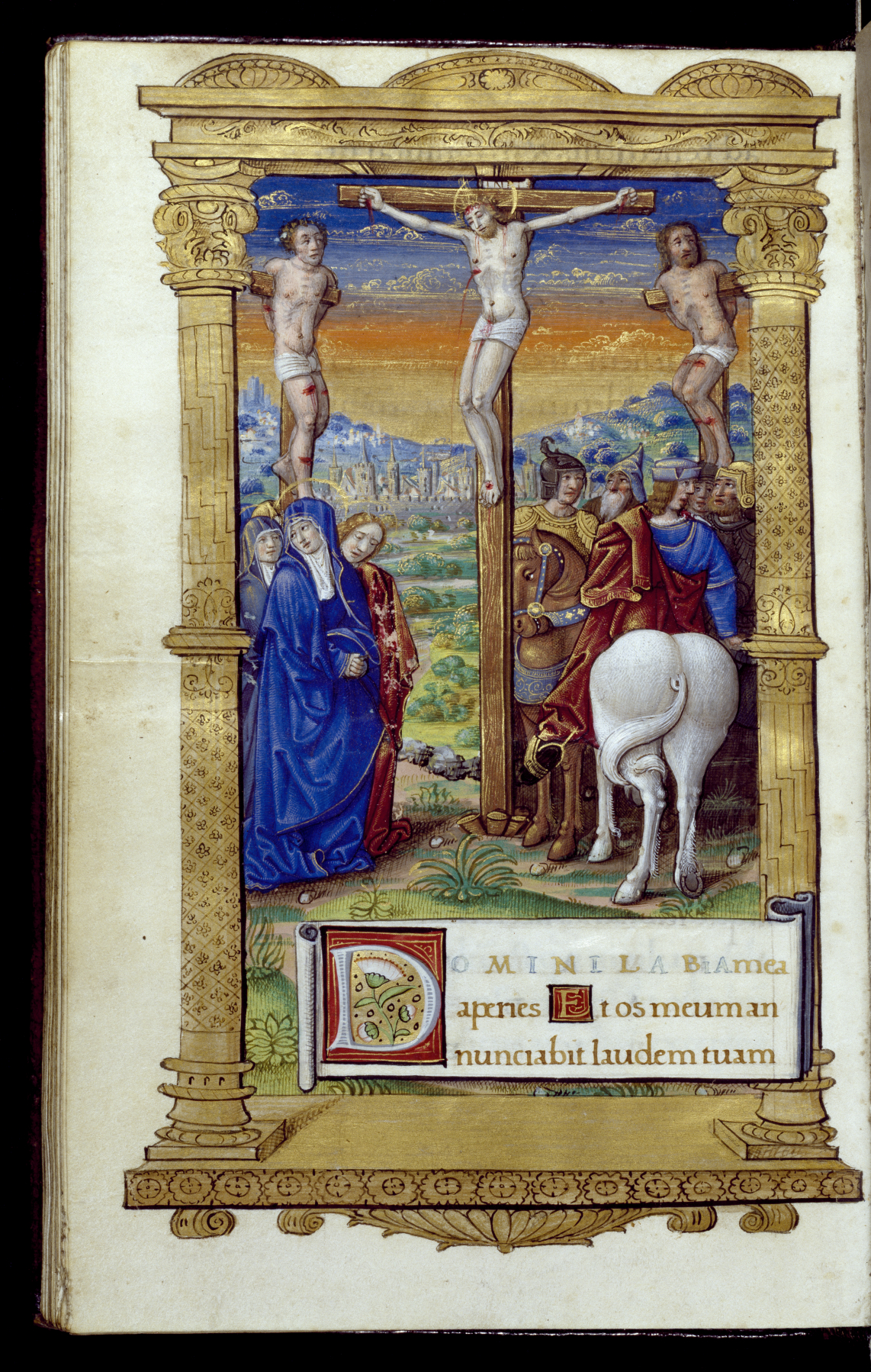
Hoja del Libro de las Horas de Jean Pichore

También en las iglesias de tradición griega se rezan los laudes y las vísperas.
Toda su temática alude al despertar y a su equivalencia simbólica con la resurrección. El horario habitual en las comunidades religiosas es las 6 de la mañana hasta al rededor de las 9 am (hora de tercia) aunque, naturalmente, se debe adaptar al propio ritmo de vida de la comunidad o al de los laicos
En la actualidad cuando Laudes es la primera oración litúrgica de la mañana se puede agregar el salmo Invitatorio antes del himno y las lecturas del oficio.

## Variaciones en el rezo
la forma de rezarlas (rúbricas) cambiaron a lo largo de la historia de la iglesia y algunas órdenes y congregaciones religiosas pueden tener sus rúbricas propias.